# Antonio Segni

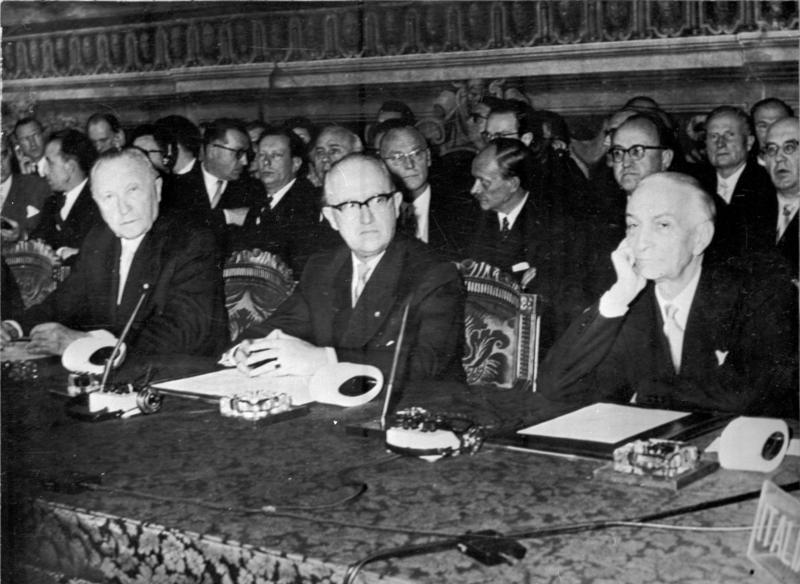
Antonio Segni (vpravo) v roce 1957

Antonio Segni (2. února 1891 Sassari – 1. prosince 1972 Řím) byl italský křesťanskodemokratický politik, v letech 1955–1957 a 1959–1960 premiér Itálie, v letech 1962–1964 prezident republiky. V letech 1946–1951 byl ministr zemědělství, 1951–1954 ministr veřejných prací, 1958–1959 ministr obrany, 1959–1960 ministr vnitra, 1960–1962 ministr zahraničních věcí. Byl prvním rodákem ze Sardinie, kterému se podařilo stát předsedou italské vlády. Byl představitelem Křesťanskodemokratické strany (Democrazia Cristiana).
Vystudoval práva. Před druhou světovou válkou byl člen Italské lidové strany (Partito Popolare Italiano). Když ji Mussolini roku 1926 zakázal, stáhl se Segni do akademické sféry, byl mimo jiné rektorem univerzity v rodném Sassari. Roku 1944 patřil k zakladatelům nové křesťanské strany, která sehrála ve 2. polovině 20. století v Itálii klíčovou roli. Strana držela premiérské křeslo od války až do roku 1981 a Segni získal řadu postů.
Přestože byl člen pravicové strany, provedl jako ministr zemědělství rozsáhlou pozemkovou reformu, za niž si vysloužil přezdívku „bílý bolševik“. Během jeho prvního premiérského mandátu byl roku 1957 spoluzakladatelem Evropského hospodářského společenství. Byl odpůrcem spolupráce s demokratickou levicí a byl obviněn i z toho, že připravoval vojenský převrat (tzv. Piano Solo) s generálem Giovanni De Lorenzem, který měl vstupu levice do vlády zabránit.